# Liste des animaux migrateurs

## Insectes
- Criquet pèlerin

### Papillons
Certaines espèces de papillons présentent un comportement migratoire plus ou moins différent. Certaines réalisent des migrations annuelles, d'autres plus occasionnelles, ou se contentent de se disperser à partir de leur biotope d'origine. Beaucoup d'espèces sont sédentaires et ne s'éloignent guère de l'endroit où elles ont vécu leur développement larvaire. 
Le Monarque, le Vulcain, le Souci et la Belle-Dame peuvent migrer sur des milliers de kilomètres. 
Plus de 300 espèces sont reconnues comme migratrices, mais peu ont fait l'objet d'une étude détaillée. On trouve parmi elles : 
- Famille des Nymphalidae :
  - Monarque — Danaus plexippus
  - Petit nacré — Issoria lathonia
  - Vulcain — Vanessa atalanta
  - Belle-Dame — Vanessa cardui
  - Vanesse des perlières — Vanessa virginiensis
  - Morio — Nymphalis antiopa
  - Tortue faux-gamma — Nymphalis vau-album
  - Vanesse du saule — Nymphalis xanthomelas

- Famille des Pieridae :
  - Souci — Colias crocea
  - Soufré — Colias hyale
  - Fluoré — Colias alfacariensis
  - Citrin — Colias erate
  - Piéride du chou — Pieris brassicae
  - Piéride de la rave — Pieris rapae
  - Marbré de vert — Pontia daplidice
  - Marbré de Fabricius — Pontia edusa

- Famille des Lycaenidae :
  - Azuré de la luzerne — Leptotes pirithous
  - Azuré porte-queue — Lampides boeticus
  - Azuré du trèfle — Cupido argiades

- Famille des Noctuidae :
  - Noctuelle baignée — Agrotis ipsilon
  - Noctuelle gamma — Autographa gamma

- Famille des Sphingidae :
  - Sphinx du liseron — Agrius convolvuli
  - Sphinx tête de mort — Acherontia atropos

## Tortues marines
Les tortues marines vivent au milieu de l'océan et retournent pondre sur leur plage de naissance.

## Poissons
Les poissons migrateurs sont classés selon le type de milieu aquatique où ils résident et migrent:
Un poisson océanodrome migre en restant en eau de mer (exemple de la morue) et un poisson potamodrome migre en restant en eau douce, alors qu'un poisson diadrome vit alternativement en eau de mer et en eau douce (exemples du saumon, poisson anadrome et de l'anguille poisson catadrome)

## Oiseaux
La plupart des oiseaux des zones nordiques ou très chaudes sont des migrateurs. Citons à titre d'exemple :
- Les Bergeronnettes
- Bernache à cou roux
- Bruant des neiges
- Canard colvert
- Cigogne
- Cigogne noire
- Étourneau sansonnet
- Grives : mauvis,musicienne,litorne,draine.
- Grue cendrée
- Martinet
- Milan Noir
- Oie blanche
- Palombes
- Sarcelle d'été
- Sterne arctique
- Hirondelle

## Mammifères
Les migrations sont assez rares chez les mammifères, la Baleine est un cas particulier. Les migrations sont pour partie liées à l'apparition de la sécheresse, ou du moins à la raréfaction de l'herbe chez les herbivores :
- Addax
- Bison
- Caribou
- Gnou
- Oryx
- Renne
- Springbok
- Lemming
- Certains Chiroptères

Elle peut aussi résulter de la profusion de fruits à disposition à certaines périodes de l'année, comme le montre le rassemblement important de roussettes des Palmiers qui effectuent annuellement le périple Congo - Zambie.